# Manchester United FC
Manchester United, pe scurt Man Utd, este un club profesionist de fotbal din Manchester, Anglia, care evoluează în Premier League. Este unul dintre cele mai populare cluburi din lume, cu peste 50 de milioane de fani; asistența medie la meciurile echipei a fost cea mai mare între echipele englezești, cu șase excepții, din sezonul 1964-65 încoace. Fondat ca Newton Heath LYR Football Club în 1878, și-a schimbat numele în Manchester United în 1902 și s-a mutat pe Old Trafford în 1910.
În 1968, sub conducerea lui Matt Busby, Manchester United a fost prima echipă engleză care a câștigat Cupa Campionilor Europeni, la zece ani după Accidentul aviatic de la München în care și-au pierdut viața opt jucători. În finală, United a învins pe Benfica; au mai câștigat Liga Campionilor în 1999 și în 2008. De-a lungul istorie, Man.United a câștigat cel puțin o dată fiecare competiție internațională în care a participat: UEFA Europa League, Cupa Cupelor UEFA, Supercupa Europei, Cupa Intercontinentală și Campionatul Mondial al Cluburilor FIFA.
Cel mai de succes antrenor din istoria lui Manchester United este Sir Alex Ferguson, care are în palmares 37 de trofee majore de când a fost instalat în funcția de antrenor în noiembrie 1986.
Este printre cele mai de succes cluburi din Anglia: pe parcursul a 20 de ani (din sezonul 1986-87), a câștigat multe trofee importante, mai mult decât oricare alt club din Premier League. Începând cu sezonul 1986-1987, Manchester United a câștigat de 13 ori Premier League, șapte Cupe a Angliei, șase Cupe ale Ligii și 12 FA Community Shield (fiind un record). 
Din a doua jumătate a anilor 1990, clubul a fost unul din cele mai bogate din lume, și până de curând a avut cele mai mari beneficii dintre toate cluburile din lume, câțiva ani consecutiv. Din 2007, clubul este pe locul 4 în lume în ceea ce privește încasările, dar rămâne cel mai rentabil club de fotbal. Manchester United rămâne și cel mai scump club din lume. Manchester United este membru fondator al grupului "G-14" de cluburi europene de top.
După retragerea lui Sir Alex Ferguson din mai 2013, echipa a intrat pe o spirală descendentă, nereușind să mai câștige titlul de campioană, deși a avut antrenori de top, precum David Moyes, Louis van Gaal sau José Mourinho cae au și făcut campanii spectaculoase de transferuri, cumpărând jucători bine cotați precum Radamel Falcao, Marcos Rojo, Memphis Depay, Ángel Di María (transferat la Paris Saint-Germain în vara lui 2015), Zlatan Ibrahimovic (venit gratis), Paul Pogba (adus pentru o sumă de peste 100 mil. euro, făcându-l pe francez jucătorul cu cea mai mare sumă de transfer) sau Eric Bailly, și a promovat o nouă generație de tineri englezi precum Marcus Rashford sau Kobbie Mainoo.

## Istorie

### Istoria timpurie (1878-1945)

Un grafic care ilustrează progresul echipei Manchester United în Sistemul fotbalistic englez din 1893 până în anul curent

Clubul a fost fondat cu numele Newton Heath L&YR F.C. în 1878, ca echipa de muncitori de la depozitul Lancashire and Yorkshire Railway din Newton Heath. Inițial a jucat meciuri împotriva altor departamente și companii de cale ferată, iar pe 20 noiembrie 1880 a jucat primul meci oficial, în care au fost învinși de echipa de rezerve a celor de la Bolton Wanderers cu 6-0, purtând culorile companiei de cale ferată, verde și auriu.
Au jucat pe un teren improvizat din North Road, aproape de situl viitoarei stații de tren Manchester Piccadilly, timp de 15 ani, înainte să se mute pe stadionul Bank Street din orașul apropiat Clayton, în 1893. Clubul intrase în liga de fotbal cu un an înainte, începând să rupă legăturile cu depozitul de cale ferată, devenind până la urmă companie independentă, numind un secretar al clubului și renunțând la partea cu L&YR din nume, pentru a deveni Newton Heath F.C.. După două sezoane, clubul a fost retrogradat la divizia a doua.

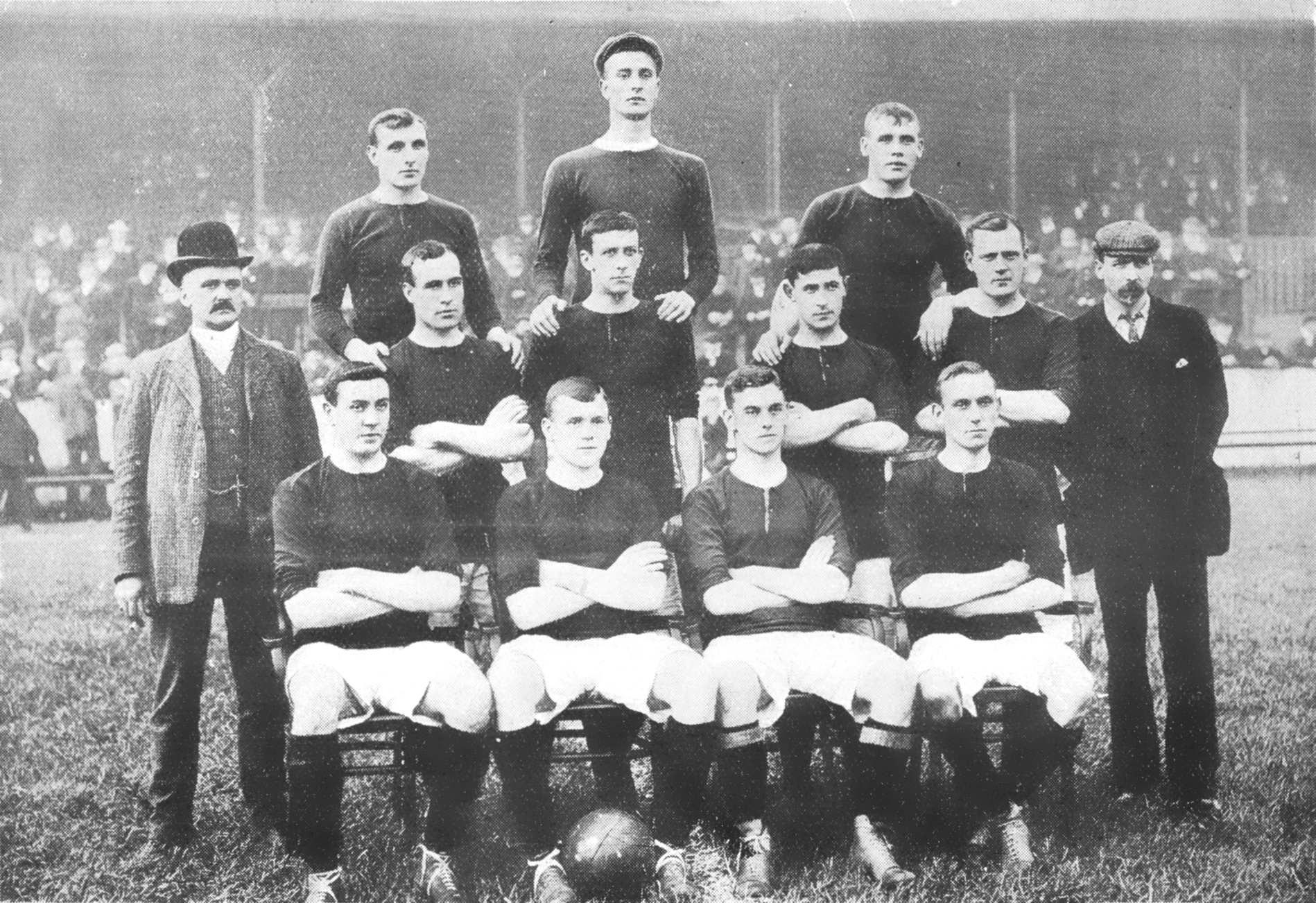
Echipa lui Manchester United la începutul sezonului 1905-06, în urma căruia au obținut promovarea în prima ligă

La scurt timp, în 1902, clubul s-a aflat aproape de faliment, cu datorii de £2,670 – echivalentul a 210,000 de lire sterline în 2011. Terenul lor din Bank Street a fost chiar închis prin ordin judecătoresc. 
Chiar înainte de a fi desființat cu totul, clubul a beneficiat de investițiile importante ale lui John Henry Davies, director general la Manchester Breweries. Legenda spune că Harry Stafford, căpitanul echipei, își prezenta câinele St.Bernard premiat, într-o încercare de strângere de fonduri pentru club, când Davies l-a întrerupt fiindcă voia să îi cumpere câinele. Stafford nu a acceptat, dar a putut să-l convingă pe Davies să investească la club și să devină președintele lui. S-a decis că era necesară schimbarea numelui pentru a reflecta începutul unui drum nou pentru club. Manchester Central și Manchester Celtic au fost printre numele propuse, înainte ca Louis Rocca, un tânăr imigrant din Italia, să spună „Domnilor, de ce să nu ne numim Manchester United ?” Numele a prins, și Manchester United a luat ființă oficial pe 26 aprilie 1902. Davies a considerat că e cazul să fie schimbate și culorile clubului, renunțându-se la verde-auriu și adoptându-se culorile alb și roșu.
Ernest Mangnall a fost numit secretarul clubului, după ce James West a demis din funcția de antrenor pe 28 septembrie 1902. Lui Mangnall i s-a cerut să promoveze clubul în prima divizie, și a fost foarte aproape să reușească din prima încercare, terminând pe 5 în a doua divizie. Mangnall a decis că era necesar să se aducă jucători noi la echipă, și a optat pentru nume ca Harry Moger pe postul de portar, Dick Duckworth în linia de mijloc și John Picken în atac. Dar a fost un alt mijlocaș, Charlie Roberts, cel care avea să producă cel mai mare impact. A costat clubul 750 de lire sterline, pe atunci un record, fiind adus de la Grimsby Town F.C. în aprilie 1904, și a ajutat echipa să termine pe locul 3 în sezonul 1903-1904, la doar un punct de al doilea loc care aducea promovarea.
Nu a durat mult până când clubul a obținut promovarea în prima divizie, pentru prima dată cu noul nume, terminând pe locul 2 în a doua divizie în sezonul 1905-06. A urmat un sezon de consolidare, echipa terminând pe locul 8, înainte să câștige primul său titlu de campioană în 1908. Între timp, Manchester City era supusă unor investigații privind acordarea de salarii peste limita impusă de regulamentul FA jucătorilor săi. A primit atunci o amendă de 250 de lire sterline, și li s-a interzis la numai puțin de 18 fotbaliști să mai joace pentru City. Manchester United a speculat rapid situația, aducându-i pe Billy Meredith („Magicianul galez”) și Sandy Turnbull, printre alții. Jucătorii nou veniți n-au primit drept de joc până în ziua de Anul Nou 1907, așa că au contribuit în sezonul 1907-08 la câștigarea titlului. În acel sezon Manchester United a început bine campionatul, câștigând cu 2-1 în fața celor de la Sheffield United, prima victorie dintr-o serie de zece consecutive. În ciuda unui sfârșit de sezon mai puțin fast, United și-a menținut poziția din clasament, terminând sezonul cu nouă puncte în fața echipei de pe locul 2, Aston Villa.
Sezonul următor a început bine pentru Manchester, care a câștigat primul Charity Shield, din istorie, și s-a terminat tot bine, cu câștigarea primului trofeu de Cupă FA din istoria clubului, punând bazele actualului record de trofee de Cupă FA. Precum în campania precedentă, Turnbull și Meredith au fost instrumentali în jocul echipei, Turnbull de altfel marcând de altfel golul victoriei în finala Cupei FA. Clubul a trebuit să aștepte doi ani până să atingă noi performanțe, câștigând al doilea titlu din istorie în sezonul 1910-1911. Între timp, echipa se mutase pe stadionul Old Trafford. Primul meci disputat acolo datează din 19 februarie 1910, în compania lui Liverpool, o înfrângere surprinzătoare cu 3-4, după ce United a condus cu 3-0. În sezonul 1911-12 echipa nu a câștigat nimic, iar antrenorul Mangnall s-a mutat la Manchester City după zece ani la United, acesta fiind și începutul unei perioade de 41 de ani fără titlu câștigat pentru United, cea mai lungă de până acum.
În următorii zece ani clubul a intrat treptat în declin, fiind chiar retrogradat în divizia secundă în 1922. Au promovat din nou în 1925, dar s-au zbătut undeva la mijlocul clasamentului, până la retrogradarea din 1931. În cei opt ani de dinainte de cel de-al doilea război mondial, clubul nu s-a bucurat de constanță, ajungând pe locul 20 în a doua divizie în 1934, cea mai proastă clasare din istoria clubului. Au promovat și au fost din nou retrogradați pentru ultima dată, înainte să promoveze în penultimul sezon de dinainte de cel de-al doilea război mondial. Și-au asigurat participarea în prima divizie după terminarea războiului, ocupând locul 14 în sezonul 1938-1939.

### Anii Busby (1945-1969)

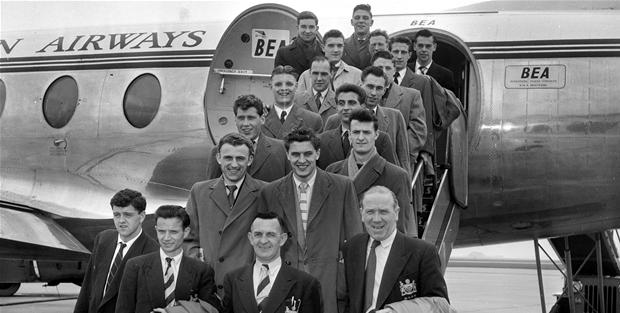
Busby Babes în Danemarca, 1955.

În 1945 Matt Busby a devenit noul antrenor al lui Manchester United. A pus atunci niște condiții nemaiauzite, cerând să alcătuiască el echipa, să aleagă jucătorii pe care dorește să fie semnați de club, precum și să conducă sesiunile de antrenament. Refuzase postul de antrenor oferit de Liverpool F.C., deoarece conducătorii de acolo considerau că toate îndatoririle de mai sus reveneau directorilor. Primul nume nou adus de Busby nu a fost un jucător, ci un antrenor secund, fostul fotbalist Jimmy Murphy. Riscul pe care și-l asumase Manchester a meritat, deoarece echipa a terminat pe locul 2 în ligă în 1947, 1948 și 1949, și a câștigat Cupa FA în 1948, parțial mulțumită unui „trio” local format din Stan Pearson, Jack Rowley și Charlie Mitten (Rowley și Pearson au marcat în finala din 1948, precum și mijlocașul Allenby Chilton).
Charlie Mitten plecase în Columbia în căutarea unui salariu mai bun, dar restul echipei lui United a reușit să câștige titlul în 1952. Busby însă știa că echipele de fotbal au nevoie de mai mult decât experiență, așa că promova tineri de câte ori avea ocazia. La început, jucători tineri precum Roger Byrne, Bill Foulkes, Mark Jones sau Dennis Viollet, au avut nevoie de timp pentru a se integra în echipă, care a terminat doar pe locul 8 în 1953, dar în 1956 Manchester United a câștigat din nou titlul de campioană, cu o vârstă medie a echipei de 22 de ani, marcând în total 103 goluri. Strategia de promovare a tinerilor a devenit o constantă a perioadelor de mari succese ale clubului (mijlocul anilor 1950, a doua jumătate a anilor 1960, anii 1990). Gașca de tineri ai lui Busby a primit porecla Busby Babes, cireașa de pe tort fiind aripa Duncan Edwards. Băiatul din Dudley, West Midlands, și-a făcut debutul la Manchester pe când avea doar 16 ani, în 1953. S-a spus despre Edwards că poate juca oriunde în teren, și mulți dintre cei care l-au văzut jucând l-au considerat cel mai mare jucător din istorie. În sezonul următor, 1956-57, United a câștigat din nou campionatul și a ajuns în finala Cupei FA, unde a pierdut în fața celor de la Aston Villa. A devenit de asemenea prima echipă din Anglia care a participat în Cupa Campionilor Europeni, după ce Asociația de Fotbal îi interzise lui Chelsea F.C. același lucru cu un an în urmă. Manchester a ajuns în semifinala competiției, unde a fost eliminată de Real Madrid. În drumul lor spre semifinale, United a câștigat un meci la o diferență de scor care este considerat recordul ei din toate competițiile, un 10-0 în fața belgienilor de la Anderlecht pe Maine Road.

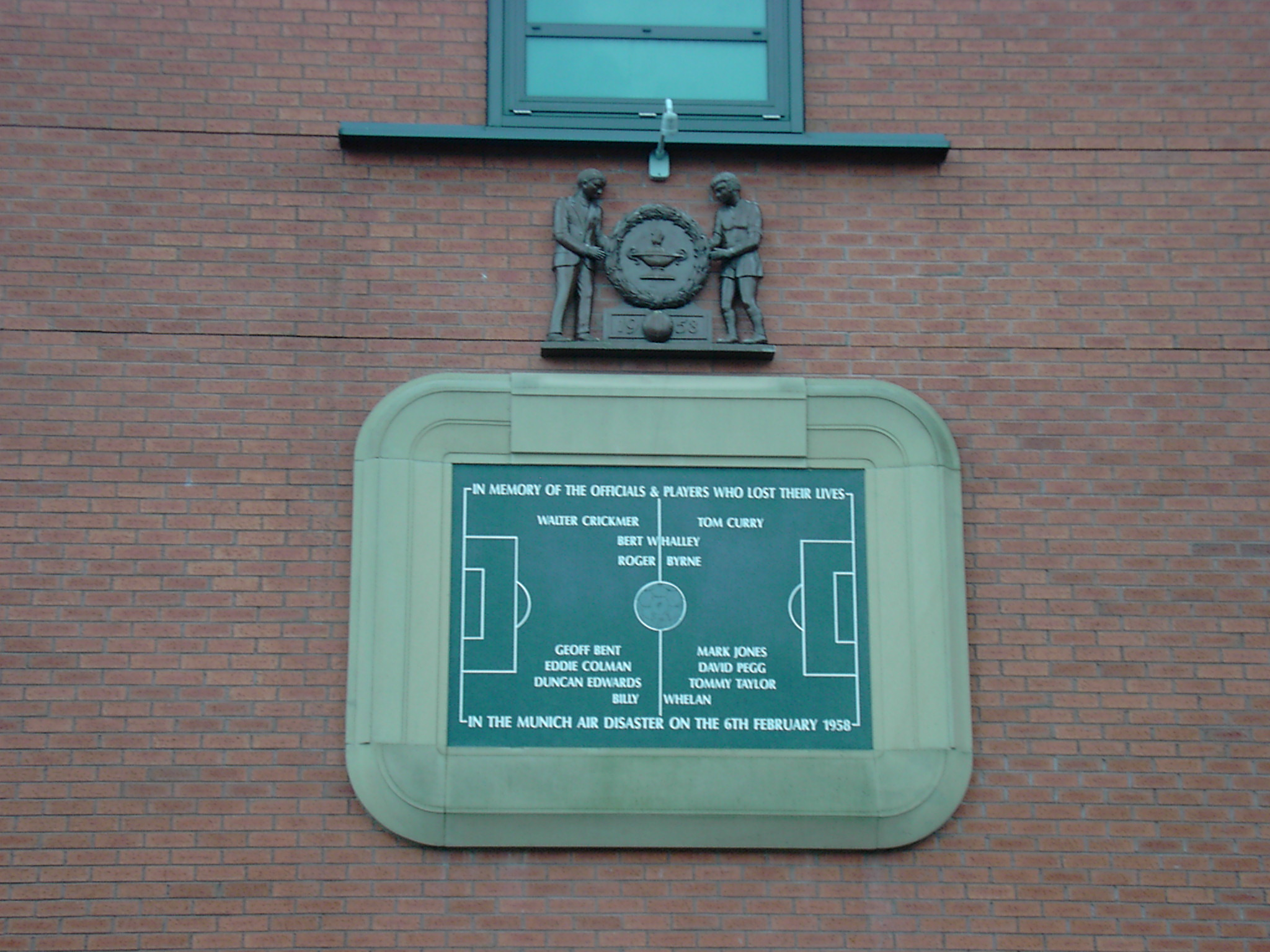
O placă de la stadionul Old Trafford, în amintirea jucătorilor decedați în Dezastrul aerian de la München.

S-a întâmplat o tragedie în sezonul următor, când avionul care transporta echipa acasă după un meci de cupă europeană, s-a prăbușit în timp ce încerca să decoleze după o pauză de realimentare în München. În urma dezastrului aerian de la München, din 6 februarie 1958, au murit opt fotbaliști : Geoff Bent, Roger Byrne, Eddie Colman, Duncan Edwards, Mark Jones, David Pegg, Tommy Taylor și Billy Whelan, precum și alți 15 pasageri, printre care angajații lui United Walter Crickmer, Bert Whalley și Tom Curry.
Au avut loc două încercări nereușite de decolare înainte de a treia fatală, care a fost cauzată de o acumulare de noroi la capătul pistei, care a încetinit avionul până la o viteză insuficientă pentru decolare. Avionul a derapat de pe pista sa de decolare, trecând printr-un gard și lovindu-se de o casă neocupată. Portarul lui Manchester, Harry Gregg, a rămas conștient după coliziune, și, cu riscul ca avionul să explodeze din secundă în secundă, i-a prins pe Bobby Charlton (care debutase pentru Manchester cu 18 luni înainte) și pe Dennis Viollet de talie și i-a târât până într-o zonă unde nu mai era pericol. Șapte jucători ai lui United au murit pe loc, în timp ce Duncan Edwards a murit două săptămâni mai târziu la spital. Extrema dreaptă Johnny Berry a supraviețuit de asemenea accidentului, dar rănile provocate i-au pus capăt carierei de fotbalist. Doctorii din München nu își făceau mari speranțe în ceea ce-l privea pe Matt Busby, căruia i s-a ținut și o slujbă, dar acesta și-a revenit miraculos, și a plecat din spital după două luni petrecute acolo.
Au existat zvonuri că echipa se va retrage din toate competițiile, dar Jimmy Murphy i-a luat locul lui Busby în timpul în care acesta a fost în convalescență, iar United a jucat cu o echipă improvizată. În ciuda accidentului, au atins finala Cupei FA în 1958, pierzând cu Bolton Wanderers. La sfârșitul sezonului, UEFA i-a oferit Asociației de Fotbal din Anglia posibilitatea de a-i înscrie atât pe Manchester United, cât și pe campionii Wolverhampton Wanderers în sezonul 1958-59 al Cupei Campionilor Europeni, ca omagiu adus victimelor, în ciuda aprobării de la FA, Liga de Fotbal a stabilit că la club nu ar trebui să intre în competiție, deoarece nu s-au calificat. United a pus serioase probleme lui Wolverhampton în sezonul următor, terminând pe un meritat loc 2.
Busby a reconstruit echipa pe parcursul anilor '1960, aducând jucători precum Denis Law și Pat Crerand, ocupându-se în același timp de noua generație de la echipa sa de tineret. Probabil cel mai faimos dintre acei tineri era un jucător născut în Belfast, pe nume George Best. Best era un atlet înnăscut, dar principala sa calitate era un control fin al balonului. Viteza sa îi permitea să treacă rapid prin orice breșă în defensiva adversă, indiferent cât de mică. Echipa a câștigat din nou Cupa FA în 1963, cu toate că terminase pe 19 în campionat. Acel trofeu pare să îi fi revigorat pe jucători, care au terminat pe locul 2 în 1964, și pe locul 1 în 1965 și 1967. Manchester United a câștigat Cupa Campionilor Europeni în 1968, învingând Benfica lui Eusébio cu 4-1 în finală, devenind astfel prima echipă din Anglia care câștiga competiția. Din acea echipă a lui United făceau parte trei jucători desemnați Fotbalistul European al Anului: Bobby Charlton, Denis Law și George Best. Matt Busby a demisionat în 1969, fiind înlocuit de antrenorul echipei de rezerve, fost jucător la United, Wilf McGuinness.

### 1969-1986

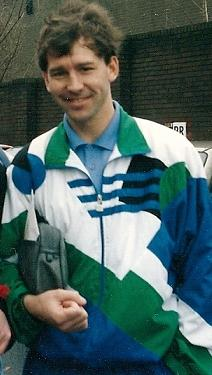
Bryan Robson a fost căpitanul lui Manchester United timp de 12 ani, mai mult decât oricare alt jucător.

United s-a străduit să găsească un înlocuitor pe măsura lui Busby, și echipa a suferit sub conducerea lui Wilf McGuinness în sezonul 1969-70, terminând pe locul 8. În urma unui început slab de sezon 1970-71, McGuinness a fost retrimis la echipa de rezerve, și Busby a fost convins să se întoarcă la echipă, dar numai pentru șase luni. Rezultatele s-au îmbunătățit sub conducerea lui Busby, dar acesta a plecat definitiv de la echipă în vara lui 1971. Între timp, United pierduse jucători valoroși precum Nobby Stiles sau Pat Crerand.
În ciuda unei încercări de a-l semna pe antrenorul care câștigase CCE cu Celtic, Jock Stein, cu care de altfel United a avut un contract verbal, înlocuitorul lui Busby a fost până la urmă Frank O'Farrell. Cu toate acestea, precum McGuinness, O'Farrell a rămas doar 18 luni la echipă, diferența fiind că O'Farrell a încercat să aducă noi talente la echipă, precum Martin Buchan de la Aberdeen F.C. în schimbul a 125.000 de lire sterline. Tommy Docherty a fost numit antrenor în decembrie 1972. Docherty, sau the Doc („Doctorul”), a salvat-o pe United de la retrogradare în acel sezon, dar aceasta a venit în 1974, pe când Charlton, Best și Law părăsiseră deja echipa. Denis Law s-a transferat la Manchester City în 1973, marcând un gol despre care s-a spus că a dus la retrogradarea lui United, așa că a refuzat politicos să serbeze golul. Jucători precum Lou Macari, Stewart Houston sau Brian Greenhoff au fost aduși pentru a-i înlocui pe cei trei granzi, dar nu au făcut față pe deplin așteptărilor.
Echipa a promovat din chiar prima încercare, cu tânărul Steve Coppell, adus de la Tranmere Rovers, făcându-și debutul către sfârșitul sezonului. United a ajuns în finala Cupei FA în 1976, dar a fost învinsă în finală de Southampton. A ajuns din nou în finală în 1977, de această dată învingând-o pe Liverpool cu 2-1. În ciuda acestui succes și a popularității sale printre suporteri, Doherty a fost demis la scurt timp după finală, după ce s-a aflat că avusese o aventură cu soția fizioterapeutului.
Dave Sexton l-a înlocuit pe Doherty ca antrenor în vara lui 1977, adoptând un stil de joc mai defensiv. Acest stil nu s-a bucurat de simpatie în cadrul suporterilor, care erau obișnuiți cu jocul ofensiv al lui Busby și Doherty. Transferurile importante din era Sexton i-au inclus pe Joe Jordan, Gordon McQueen, Gary Bailey și Ray Wilkins, dar United nu a putut ieși din mediocritatea jumătății clasamentului, terminând pe locul 2 o singură dată și ajungând în finala Cupei FA într-o singură ocazie, în care a fost înfrântă de Arsenal. Din cauza acestei secete, Sexton a fost demis în 1981, chiar dacă învinsese în ultimele șapte partide.
A fost înlocuit de boemul Ron Atkinson, a cărui personalitate extrovertită se reflecta în stilul de antrenorat. A doborât în scurt timp recordul de transferuri aducându-l pe Bryan Robson de la vechiul său club, West Bromwich Albion F.C.. Robson avea să fie numit cel mai bun mijlocaș al lui United de la Duncan Edwards încoace. Echipa lui Atkinson cuprindea noi achiziții precum Jesper Olsen, Paul McGrath sau Gordon Strachan, alături de tinerii Norman Whiteside și Mark Hughes. United a câștigat Cupa FA de două ori în trei ani, în 1983 și 1985, și era considerată favorită la câștigarea sezonului 1985-86, după ce debutase cu o serie de zece victorii consecutive, având zece puncte avans față de rivali în octombrie. Echipa a avut însă o cădere de formă, și a terminat sezonul pe locul patru. Forma slabă s-a prelungit până în sezonul următor, și cu United apropiindu-se de zona retrogradării în noiembrie 1986, Atkinson a fost demis.

### Era Ferguson pre-Triplă (1986-1998)

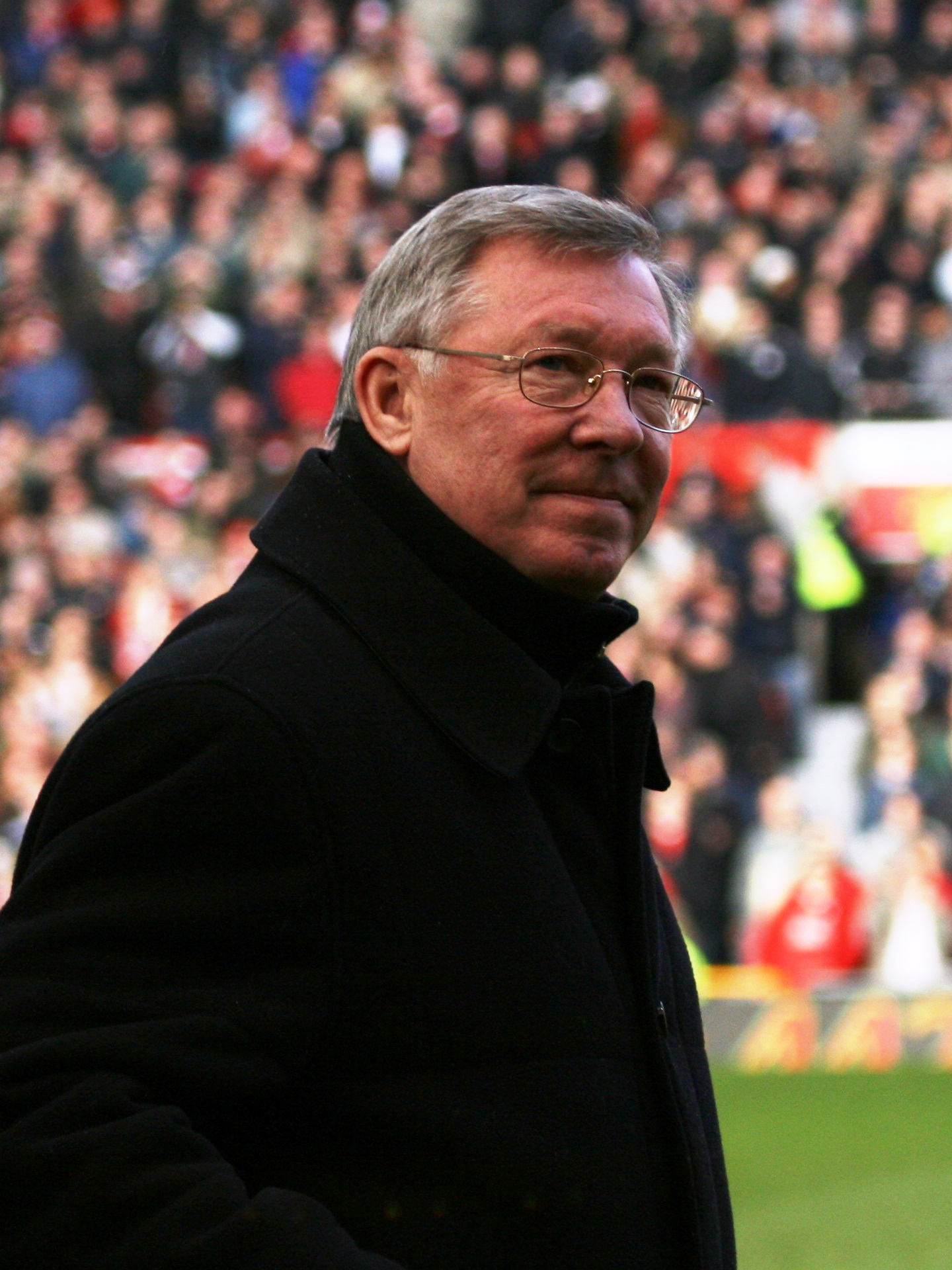
Sir Alex Ferguson este antrenorul echipei din noiembrie 1986.

Alex Ferguson a ajuns la Manchester United de la echipa scoțiană Aberdeen pentru a-l înlocui pe Ron Atkinson, și a terminat primul sezon pe locul 11. În sezonul următor (1987-88), Manchester a terminat pe locul doi, Brian McClair devenind atunci primul jucător al lui United, de la George Best, care marca 20 de goluri într-un sezon, clubul fiind din nou pe locul 11 în sezonul următor.
Cu toate acestea, United a suferit în următoarele două sezoane, multe dintre achizițiile lui Ferguson dezamăgind suporterii. Se spunea despre Alex Ferguson că era aproape de demitere la începutul lui 1990, dar un gol al lui Mark Robins i-a adus lui United victoria în a treia rundă a Cupei FA, în fața celor de la Nottingham Forest. Asta a menținut suspansul în acel sezon, și United a câștigat până la urmă cupa, învingând-o pe Crystal Palace în rejucarea finalei.
Manchester United a câștigat Cupa Cupelor UEFA în 1990-91, învingând-o pe campioana de atunci a Spaniei, FC Barcelona, în finală, iar în sezonul următor a pierdut pe final titlul în fața rivalilor de la Leeds United. Între timp, în 1991, clubul a fluctuat la Bursa din Londra cu o valoare în jur de 47 de milioane de lire sterline, finanțele sale devenind interesante pentru public.

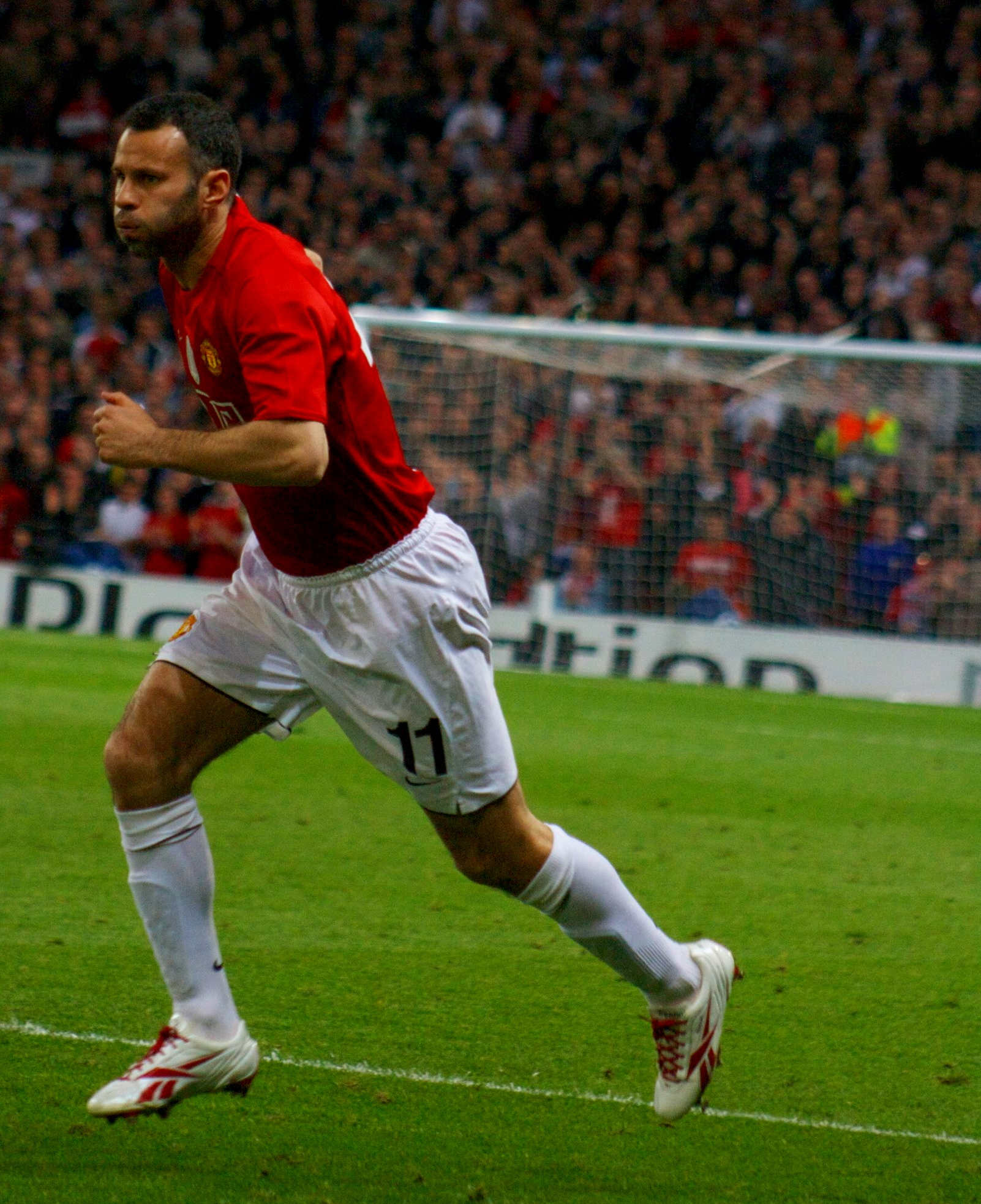
Ryan Giggs este cel mai titrat jucător din istoria fotbalului englez.

Sosirea francezului Eric Cantona în noiembrie 1992 a însemnat sclipirea de care avea nevoie United, și bazându-se pe experimentații Gary Pallister, Denis Irwin și Paul Ince, precum și pe tinere vedete precum Ryan Giggs, echipa a câștigat campionatul 1992-93, pentru prima dată din 1967. În sezonul următor au realizat pentru prima dată „dubla” (Premier League-Cupa FA), ajutați de aducerea tânărului și ambițiosului mijlocaș irlandez Roy Keane de la Nottingham Forest, care avea să ajungă căpitanul echipei. Tot în același an, cu toate acestea, clubul a ajuns în doliu, în urma morții legendarului antrenor și președinte de club Matt Busby, care a murit pe 20 ianuarie 1994.
În 1994-95, Cantona a primit o suspendare de opt luni, după ce a sărit în mulțime pentru a-l agresa pe suporterul lui Crystal Palace Matthe Simmons, care îi adusese injurii rasiale în timp ce Cantona se îndrepta spre ieșirea din stadion. Terminând la egalitate ultimul meci din campionat, și pierzând finala Cupei FA cu Everton F.C., Manchester United a terminat sezonul pe locul 2 atât în cupă, cât și în campionat. Ferguson a indignat pe atunci suporterii, vânzând jucători importanți și înlocuindu-i cu fotbaliști de la echipa de tineret, precum David Beckham, Gary Neville, Phil Neville sau Paul Scholes. Jucătorii noi, care în curând aveau să fie convocați la naționala Angliei, s-au comportat foarte bine, și United a câștigat din nou dubla în 1995-96. A fost pentru prima dată în istoria fotbalului din Anglia când o echipă a câștigat de două ori dubla - performanță numită în Albion "Double Double".
Au câștigat din nou campionatul în 1996-97, iar Cantona și-a anunțat retragerea din fotbal, deși avea doar 30 de ani. Manchester United a început bine sezonul următor (1997-98), dar l-a terminat pe locul 2, în spatele lui Arsenal, care a realizat la rândul ei o dublă atunci.

### Tripla (1998-1999)
Sezonul lui Manchester United din 1998-99 a fost cel mai de succes din istoria echipelor de fotbal din Anglia. United a devenit prima echipă engleză care a câștigat „Tripla” Premier League-Cupa FA-Liga Campionilor. După un sezon de Premier League foarte tensionat, Manchester United a câștigat titlul în ultima etapă, învingând-o pe Tottenham Hotspur cu 2-1, în timp ce Arsenal a bătut-o pe Aston Villa cu 1-0. Câștigarea campionatului a reprezentat primul pas spre câștigarea Triplei, considerat de Sir Alex Ferguson și cel mai dificil. În finala Cupei FA United s-a înfruntat cu Newcastle United, pe care a învins-o cu 2-0 prin golurile lui Teddy Sheringham și Paul Scholes. În ultimul meci al acelui sezon, finala UEFA Champions League 1999, au învins-o pe Bayern München cu 2-1, reușind una din cele mai spectaculoase reveniri din istoria fotbalului, cu două goluri marcate în prelungiri de Sheringham și Ole Gunnar Solskjaer. Ferguson a fost numit cavaler în recunoașterea performanțelor sale sportive. Pentru a încheia acel an deosebit, United a câștigat și Cupa Intercontinentală, învingând la Tokyo cu 1-0 pe Palmeiras.

### După Triplă (1999-prezent)

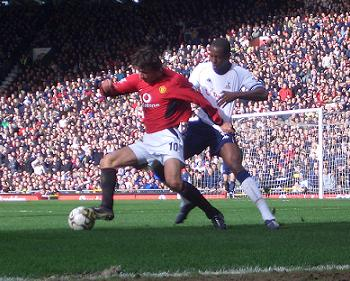
Ruud van Nistelrooy în acțiune

United a câștigat din nou sezonul în 2000 și 2001, dar în presă a fost criticată fiindcă n-a mai câștigat Liga Campionilor. În 2000, Manchester United a devenit unul din cei 14 membri fondatori ai G-14, grupul echipelor europene de top. Ferguson a adoptat tactici mai defensive, pentru ca United să fie mai greu de învins în Europa, dar ele nu au dat roade, și United a terminat pe locul 3 în campionat în 2002. În sezonul 2002-03 au redevenit campioni, și au început bine și următorul sezon, dar au suferit o cădere de formă în urma suspendării de opt luni primite de fundașul Rio Ferdinand. Au câștigat totuși Cupa FA în 2004, eliminând-o pe Arsenal și învingând-o în finală pe Millwall F.C..
Sezonul 2004-05 a fost caracterizat de o eficacitate scăzută, în special datorită accidentării atacantului olandez Ruud van Nistelrooy, astfel încât United a terminat pe 3 în campionat, necâștigând nici un trofeu. De această dată, Arsenal a învins-o pe United în finala Cupei FA, la penaltyuri, după ce scorul rămăsese 0-0 în 120 de minute. În afara gazonului, vestea cea mai importantă era posibilitatea preluării clubului, și spre sfârșitul sezonului omul de afaceri din Tampa, Florida, Malcolm Glazer, și-a îndreptat privirile către club.
United a început prost sezonul 2005-06, căpitanul Roy Keane transferându-se la Celtic Glasgow, după ce și-a criticat în mod public o parte dintre colegi, și echipa nu s-a calificat în faza eliminatorie a Ligii Campionilor pentru prima dată în mai bine de o decadă, după o înfrângere cu SL Benfica. Sezonul a fost caracterizat și de ghinionul accidentărilor unor jucători importanți precum Gabriel Heinze, Alan Smith, Ryan Giggs și Paul Scholes. Totuși, Manchester United a câștigat un trofeu în acel an, învingând-o pe Wigan Athletic cu 4-0 în finala Cupei Ligii, evitând întreruperea seriei de 17 ani cu cel puțin un trofeu câștigat. În ultima etapă a campionatului, United și-a asigurat locul 2 și calificarea directă în Liga Campionilor, câștigând meciul cu Charlton Athletic. La sfârșitul acestui sezon, un jucător cheie al lui United în ultimii ani, atacantul Ruud van Nistelrooy, s-a transferat la Real Madrid, după o dispută cu Alex Ferguson.
În sezonul 2006-07 United a revenit la fotbalul ofensiv care i-a adus succesele din finalul anilor '1990, marcând cu aproape 20 de goluri mai mult decât echipa de pe locul 2, Chelsea. În ianuarie 2007, United l-a adus pe Henrik Larsson într-un împrumut pe două luni de la echipa suedeză Helsingborgs, și atacantul a jucat un rol important în calificarea lui Manchester United în semifinalele Ligii Campionilor, care dădea speranțe suporterilor pentru reușirea unei noi Triple; cu toate acestea, în semifinale United a pierdut cu 3-5 la general în fața lui AC Milan.
Pentru a aniversa 50 de ani de la intrarea lui Manchester United în competițiile europene, precum și 50 de ani de la Tratatul de la Roma, United a jucat împotriva 11-lui European al lui Marcello Lippi, pe 13 martie 2007 pe Old Trafford. United a câștigat atunci cu 4-3, cu două goluri marcate de Wayne Rooney, și câte unul de Wes Brown și Cristiano Ronaldo.
La patru ani de la ultimul titlu, United a câștigat din nou Premier League pe 6 mai 2007, după ce Chelsea a remizat în deplasare cu Arsenal, rămânând la șapte puncte distanță de liderul United, care o învinsese pe rivala City cu 1-0, cu două etape înainte de final. A fost al nouălea titlu de Premier League câștigat de United în cei cincisprezece ani de existență a competiției în actualul format. Manchester United a fost aproape de o dublă, dar a pierdut finala Cupei FA în prelungiri cu Chelsea, prima finală de Cupă FA de pe noul Wembley, după ce vechiul stadion fusese demolat cu șapte ani înainte.
Sezonul 2007-2008 a fost unul extraordinar pentru echipa lui Ferguson, Manchester câștigând atât campionatul, cât și Champions League, după o finală jucată cu Chelsea, la Moscova și decisă la penalty-uri după un 1-1 în cele 120 de minute de joc (au marcat Cristiano Ronaldo pentru Manchester și Frank Lampard pentru Chelsea). Manchester United are o nouă stea, pe Cristiano Ronaldo. Jucătorul portughez a câștigat în acest sezon toate premiile individuale puse la bătaie: Balonul de Aur (învingându-i pe Lionel Messi-Barcelona și Fernando Torres-Liverpool), Premiul pentru jucătorului anului 2008 acordat de FIFA și Gheata de Aur a Europei cu 42 de goluri marcate pentru United în toate competițiile, fiind primul jucător care câștigă acest premiu din altă postură decât cea de atacant. În vara lui 2009 Cristiano Ronaldo a fost vândut la Real Madrid pentru o sumă de 80 de milioane de lire sterline care a devenit un record mondial.

## Simboluri

### Sigla și culorile

Emblema lui Manchester United în anul 1960

Sigla clubului este derivată de la Consiliul de arme a lui Manchester City, deși tot ce rămâne din ea pe siglă este vela navei. Diavolul provine de la porecla clubului "Diavolii roșii" a fost inclus pe programul clubului și eșarfe în 1960, și încorporat în emblema clubului în 1970, deși emblema nu a fost inclusă pe piept până în 1971 (cu excepția unui joc într-o finală de Cupă).
Pe o fotografie a echipei Newton Heath, făcută în 1892, se consideră că jucătorii purtau tricouri cantonate roșu-alb și șortul de culoare albastră. Între anii 1894–96, jucătorii purtau tricouri verzi și aurii. Ele au fost înlocuite în 1896 cu tricouri de culoare albă, care se purtau împreună cu șorturi albastre. După ce clubul și-a schimbat numele în anul 1902, culorile clubului au fost schimbate în tricouri roșii, șorturi albi și șosete negre, devenind îmbrăcămintea clubului de acasă. Uniforma a fost modificată foarte puțin până în anul 1922, când clubul a adoptat șorturi albe și tricouri cu un „V” roșu în jurul gâtului, similar cu tricoul purtat în finala Cupei FA 1909. El a rămas parte a echipamentului de acasă până în 1927. În 1934, jucătorii au purtat șorturi de culoarea cireșului și albe, dar în sezonul următor șortul roșu a fost scos deoarece clubul s-a clasat pe locul 20 dintre cele mai rele echipe din Divizia a doua. Culoarea neagră a șosetelor a fost schimbată în alb din anul 1959 până pe 1965, când acestea au fost înlocuite cu cele de culoare roșie până în 1971, după acest an clubul s-a reîntors la șosete de culoarea neagră. Uniforma de acasă este un tricou roșu cu o bandă neagră sau albă în jurul gâtului, purtate cu șorturi de culoare albă și șosete negre.
Uniforma echipei din deplasare nu a fost de cele mai multe ori un tricou alb, șort negru și șosete albe sau negre, dar au existat mai multe excepții. Acestea includ tricou bleumarin cu dungi orizontale argintii care au fost purtate în timpul sezonului 1999-2000, și uniforma curentă de deplasare, care are tricoul de culoarea albastru regal și mâneci cu cercuri mici de culoarea bleumarin-întunecat și dungi negre, șorturi negre și șosete albastre. S-a renunțat la o uniformă complet gri, care a fost purtată în cinci meciuri din sezonul 1995-1996, deoarece jucătorii au susținut că le era greu să-și găsească coechipierii în mulțime. În anul 2001, pentru a sărbători 100 de ani ca "Manchester United", a fost lansată o uniformă albă/aurie, deși în timpul zilei meciului, tricourile nu au putut fi înlocuite.
A treia uniformă a clubului este toată de culoarea albastră, ea a fost folosită mai des în sezonul 2008–09, pentru a celebra 40 de ani de la câștigarea primei Cupe Europene din 1968, deoarece ea a fost purtată atunci. Excepții sunt purtarea tricoului în dungi albastre și albe de-a lungul sezonului din 1994–96, o uniformă total neagră purtată în timpul Triplei și tricouri albe cu dungi orizontale de culoare neagră și roșie purtate între 2003 și 2005.

### Istoricul echipamentului
| 1878—1886 | 1888—1890 | 1896—1902 | 1903—1907 | 1922—1927 | 1980—1984 | 1984—1986 |

|  | 1986—1988 | 1988—1990 | 1990—1992 | 1992—1994 | 1994—1996 | 1996—1998 | 1998—2000 |

|  | 2000—2002 | 2002—2004 | 2004—2006 | Sezonul 2006/07 | 2007—2009 | Sezonul 2009/10 | Sezonul 2010/11 |  |

## Stadioane
Newton Heath inițial a jucat pe Stadionul North Road, aproape de curte de cale ferată; capacitatea lui fiind de 12,000, dar oficialitățile clubului considerau aceste facilități inadecvate pentru a adera la Liga de Football. În anul 1887 au avut loc unele extinderi și în 1891 Newton Heath a folosit rezervele financiare minime pentru a cumpăra două tribune, fiecare fiind cu o capacitate de 1.000 de spectatori. Deși prezența nu a fost înregistrată pentru multe din primele meciuri ale echipei North Road, cea mai mare prezență documentată este de 15,000 de persoane pentru meciul din Prima Divizie contra lui Sunderland care a avut loc pe data de 4 martie 1893. O prezență asemănătoare a fost înregistrată pentru meciul amical contra Gorton Villa care a avut loc pe 5 septembrie 1889.
În iunie 1893, după ce clubul a fost alungat de la North Road de către proprietari, Manchester Deans și Canons, care a considerat că a fost inadecvat pentru club de a percepe o taxă de intrare pentru pământ, secretarul A. H. Albut a cumpărat Stadionul Bank Street din Clayton. Inițial el nu a avut tribune, dar la începutul sezonului 1893–94, au fost construite două; una fiind de lungimea terenului dintr-o parte și a doua după porțile „Bradford end”. Primul meci din ligă a lui Newton Heath la Bank Street a fost contra Burnley pe 1 septembrie 1893, când 10,000 de oameni au văzut cum Alf Farman a făcut un hat-trick, Newton Heath câștigând cu scorul de 3–2. Tribunele rămase au fost completate pentru următorul meci de campionat împotriva lui Nottingham Forest care a avut loc trei săptămâni mai târziu. În octombrie 1895, înainte de vizita lui Manchester City, clubul a cumpărat o tribună cu o capacitate de 2,000 de persoane de la clubul de rugby Broughton Rangers și a mai pus o tribună în "partea rezervată" (spre deosebire de "partea populară"). Cu toate acestea din cauza timpului la meciul cu Manchester City au fost prezente 12,000 de persoane.
Când terenul Bank Street a fost temporar închis în 1902 de către executorii judecătorești, căpitanul clubului Harry Stafford a găsit destui bani pentru a plăti jocul următor al clubului de la Bristol City și a găsit un teren temporar la Harpurhey pentru următorul joc al rezervelor cu Padiham. După investiții financiare, noul președinte al clubului J.H. Davies a plătit £500 pentru ridicarea unei noi tribune cu o capacitate de 1000 de spectatori la Bank Street. În decurs de patru ani, stadionul a fost acoperit pe toate cele patru laturi, precum a avut și capacitatea de aproximativ 50.000 de spectatori, unii dintre ei putând vedea meciul din galeria de vizionări deasupra Standului Principal.
Cu toate acestea, primul titlu din ligă a lui Manchester United a venit în 1908 și câștigarea Cupei Angliei un an mai târziu, sa decis că Bank Street a fost prea restrictivă pentru ambițiile lui Davies; în februarie 1909, șase săptămâni mai devreme de câștigarea primei Cupe a Angliei a clubului, Old Trafford a fost numit ca stadionul unde Manchester United își va juca meciurile de acasă, după achiziționarea terenului care a costat în jurul a £60,000. Arhitectul Archibald Leitch a primit o sumă de £30,000 pentru construcție; în planurile originale era preconizată o capacitate de 100,000 de spectatori, deși din cauza constrângerilor bugetare el a fost construit cu o capacitate de 77,000 de spectatori. Stadionul a fost construit de către domnii Brameld și Smith din Manchester. Prezența record la stadion a fost înregistrată pe 25 martie 1939, în timpul semifinalei Cupei Angliei dintre Wolverhampton Wanderers și Grimsby Town unde au fost 76,962 spectatori.
Bombardamentele din Al Doilea Război Mondial au distrus o mare parte a stadionului; tunelul central din Tribuna de Sud este tot ceea ce a rămas din acest cartier. După război, clubul a primit despăgubiri de la War Damage Commission în suma de £22,278. Deși a avut loc reconstrucția, echipa își juca meciurile de acasă la Stadionul Maine Road a lui Manchester City; Manchester United plătea £5,000 pe an, plus un procent nominal de la încasarea banilor pe bilete. După îmbunătățirile de mai târziu a apărut acoperișuri, prima pentru Stretford End și mai apoi pentru Tribuna de Nord și de Sud. Acoperișurile au fost susținute de piloni, cea ce încurca multor fani să vadă meciul, și au fost înlocuite în cele din urmă, cu o structură de consolă. Stretford End a fost ultima tribună în care a fost instalat un acoperiș cu consolă finalizată la timp pentru sezonul 1993–94. Prima a fost utilizată pe 25 martie 1957 și a costat £40,000, 4 piloni de 55 metri au fost ridicați, fiecare având 54 de proiectoare individuale. Acestea au fost demontate în 1987 și înlocuite cu un sistem de iluminare integrat în acoperișul fiecărei tribune, folosindu-se și astăzi.
În Raportul Taylor este indicată capacitatea mică a stadionului Old Trafford de aproximativ 44,000 de persoane în 1993. În 1995, Tribuna de Nord a fost reproiectată în trei niveluri, ridicând capacitatea până la aproximativ 55,000 de persoane. Spre sfârșitul sezonului 1998–99, a fost adăugat al doilea nivel la Tribuna de Est și Vest, capacitatea stadionului ridicându-se până la 67,000 de persoane, și între iulie 2005 și mai 2006 au mai fost adăugate 8,000 de locuri prin intermediul a două niveluri, în cadranul de nord-vest și de nord-est. O parte din noile locuri au fost folosite pentru prima dată pe 26 martie 2006, fiind prezenți la meci 69,070 de spectatori devenind un nou record din Premier League. Recordul a fost bătut pe 31 martie 2007, când 76,098 de spectatori au văzut meciul Manchester United - Blackburn Rovers care s-a încheiat cu scorul de 4–1, fiind doar 114 locuri (0.15 procente din capacitatea totală de 76,212) libere. În 2009, după reorganizarea locurilor s-a redus capacitatea cu 255 devenind de 75,957 de locuri. Manchester United este al treilea club cu prezența medie la meci a spectatorilor dintre cluburile europene fiind întrecută doar de Borussia Dortmund și FC Barcelona.

## Lotul de jucători

### Prima echipă
Lotul actualizat la 9 august 2025.
| Nr. |                  | Poziție | Jucător                   |
| --- | ---------------- | ------- | ------------------------- |
| 1   | Turcia           | P       | Altay Bayındır            |
| 2   | Portugalia       | F       | Diogo Dalot               |
| 3   | Maroc            | F       | Noussair Mazraoui         |
| 4   | Țările de Jos    | F       | Matthijs de Ligt          |
| 5   | Anglia           | F       | Harry Maguire             |
| 6   | Argentina        | F       | Lisandro Martínez         |
| 7   | Anglia           | M       | Mason Mount               |
| 8   | Portugalia       | M       | Bruno Fernandes (căpitan) |
| 9   | Danemarca        | A       | Rasmus Højlund            |
| 10  | Brazilia         | A       | Matheus Cunha             |
| 11  | Țările de Jos    | A       | Joshua Zirkzee            |
| 12  | Țările de Jos    | F       | Tyrell Malacia            |
| 13  | Danemarca        | F       | Patrick Dorgu             |
| 15  | Franța           | F       | Leny Yoro                 |
| 16  | Coasta de Fildeș | M       | Amad Diallo               |
| 17  | Argentina        | A       | Alejandro Garnacho        |
| 18  | Brazilia         | M       | Casemiro                  |

| Nr. |           | Poziție | Jucător          |
| --- | --------- | ------- | ---------------- |
| 19  | Camerun   | A       | Bryan Mbeumo     |
| 21  | Brazilia  | A       | Antony           |
| 22  | Anglia    | P       | Tom Heaton       |
| 23  | Anglia    | F       | Luke Shaw        |
| 24  | Camerun   | P       | André Onana      |
| 25  | Uruguay   | M       | Manuel Ugarte    |
| 26  | Anglia    | F       | Ayden Heaven     |
| 30  | Slovenia  | A       | Benjamin Šeško   |
| 32  | Danemarca | A       | Chido Obi        |
| 33  | Anglia    | F       | Tyler Fredricson |
| 35  | Paraguay  | F       | Diego León       |
| 36  | Anglia    | A       | Ethan Wheatley   |
| 37  | Anglia    | M       | Kobbie Mainoo    |
| 41  | Anglia    | F       | Harry Amass      |
| 43  | Anglia    | M       | Toby Collyer     |
|     | Anglia    | A       | Jadon Sancho     |

### Împrumutați
| Nr. |        | Poziție | Jucător                                              |
| --- | ------ | ------- | ---------------------------------------------------- |
| 44  | Anglia | M       | Dan Gore (at Rotherham până pe 30 iunie 2026)        |
|     | Anglia | A       | Marcus Rashford (la Barcelona până pe 30 iunie 2026) |

## Statistici și recorduri

### Istoria căpitanilor
Începând cu 1882, 45 de jucători au deținut banderola de căpitan pentru Newton Heath LYR F.C., Newton Heath F.C. sau Manchester United F.C. Primul căpitan al clubului a fost E. Thomas, în perioada 1882-1883. Bryan Robson a fost jucătorul care a fost căpitan cea mai lungă perioadă de timp, din 1982 până în 1994, în perioada 1992-1994 el a împărțit această funcție cu Steve Bruce. Roy Keane, care a fost căpitanul clubului între 1997 și 2005, este jucătorul care a câștigat cele mai multe trofee având și funcția de căpitan: patru titluri Premier League, două Cupe ale Angliei, o Supercupă a Angliei (Charity Shields), o Liga Campionilor și o Cupa Intercontinentală. Din 2005 căpitanul clubului a fost Gary Neville. Din 2007, Neville a suferit numeroase accidentări, banderola fiind purtată mai mult de Rio Ferdinand. În 2011, după ce Gary Neville s-a retras, căpitanul clubului este sârbul Nemanja Vidić.
| Data      | Nume                  | Note                                                                                            |
| --------- | --------------------- | ----------------------------------------------------------------------------------------------- |
| 1878-1882 | Necunoscut            |                                                                                                 |
| 1882–1883 | E. Thomas             | Primul cǎpitan cunoscut.                                                                        |
| 1883–1887 | Sam Black             |                                                                                                 |
| 1887–1891 | Jack Powell           | Primul căpitan din afara Angliei cunoscut.                                                      |
| 1891–1892 | Bob McFarlane         |                                                                                                 |
| 1892–1893 | Joe Cassidy           |                                                                                                 |
| 1893–1894 | Necunoscut            |                                                                                                 |
| 1894–1896 | James McNaught        |                                                                                                 |
| 1896–1897 | Caesar Jenkyns        |                                                                                                 |
| 1897-1903 | Harry Stafford        | Căpitanul echipei Newton Heath și primul căpitan la Manchester United.                          |
| 1903-1904 | John Willie Sutcliffe |                                                                                                 |
| 1904-1905 | Jack Peddie           |                                                                                                 |
| 1905-1913 | Charlie Roberts       |                                                                                                 |
| 1913-1914 | George Stacey         |                                                                                                 |
| 1914-1915 | George Hunter         |                                                                                                 |
| 1915–1917 | Patrick O'Connell     |                                                                                                 |
| 1917–1918 | George Anderson       |                                                                                                 |
| 1918–1919 | Jack Mew              |                                                                                                 |
| 1919–1922 | Lal Hilditch          |                                                                                                 |
| 1922-1928 | Frank Barson          |                                                                                                 |
| 1928-1929 | Jack Wilson           |                                                                                                 |
| 1929–1930 | Charlie Spencer       |                                                                                                 |
| 1930–1931 | Jack Silcock          |                                                                                                 |
| 1931–1932 | George McLachlan      |                                                                                                 |
| 1932      | Louis Page            |                                                                                                 |
| 1932–1934 | Jack Silcock          |                                                                                                 |
| 1934–1935 | Bill McKay            |                                                                                                 |
| 1935–1937 | Jimmy Brown           |                                                                                                 |
| 1937–1939 | George Roughton       |                                                                                                 |
| 1939–1940 | Bill McKay            |                                                                                                 |
| 1940-1944 | Niciunul              | În timpul războiului nu s-a jucat fotbal                                                        |
| 1944–1945 | George Roughton       |                                                                                                 |
| 1945-1953 | Johnny Carey          | Primul căpitan de după război și primul căpitan din afara Regatului Unit.                       |
| 1953-1955 | Allenby Chilton       |                                                                                                 |
| 1955-1958 | Roger Byrne           | Mort în 1958 în accidentul aerian de la München.                                                |
| 1958-1959 | Bill Foulkes          |                                                                                                 |
| 1959–1960 | Dennis Viollet        |                                                                                                 |
| 1960–1962 | Maurice Setters       |                                                                                                 |
| 1962–1967 | Noel Cantwell         | Co-căpitan cu Denis Law din 1964 pînă în 1967.                                                  |
| 1964–1968 | Denis Law             | Co-căpitan cu Noel Cantwell din 1964 pînă în 1967.                                              |
| 1968-1973 | Bobby Charlton        |                                                                                                 |
| 1973-1974 | George Graham         |                                                                                                 |
| 1974–1975 | Willie Morgan         |                                                                                                 |
| 1975–1982 | Martin Buchan         |                                                                                                 |
| 1982      | Ray Wilkins           |                                                                                                 |
| 1982-1994 | Bryan Robson          | Cel mai longeviv căpitan din istoria clubului. Co-căpitan cu Steve Bruce din 1992 pînă în 1994. |
| 1992-1996 | Steve Bruce           | Co-căpitan cu Bryan Robson din 1992 pînă în 1994.                                               |
| 1996-1997 | Eric Cantona          | Primul căpitan din afara Regatului Unit și Irlanda.                                             |
| 1997-2005 | Roy Keane             | A câștigat mai multe trofee decât orice alt căpitan.                                            |
| 2005-2011 | Gary Neville          | Primul căpitan născut în Greater Manchester după Roger Byrne.                                   |
| 2011-2014 | Nemanja Vidić         | Primul căpitan din Europa de Sud.                                                               |
| 2014-2017 | Wayne Rooney          |                                                                                                 |
| 2017-2018 | Michael Carrick       |                                                                                                 |
| 2018-2019 | Antonio Valencia      | Primul căpitan din America de Sud                                                               |
| 2020–2023 | Harry Maguire         |                                                                                                 |
| 2023–     | Bruno Fernandes       |                                                                                                 |

### Meciuri jucate pentru club
- Cel mai tânăr titular în prima echipă: David Gaskell – 16 ani, 19 zile (împotriva lui Manchester City, Supercupa Angliei, 24 octombrie 1956)[90]
- Cel mai bătrân titular în prima echipă: Billy Meredith – 46 ani, 281 zile (împotriva lui Derby County, First Division, 7 mai 1921)[91]
- Cel mai bătrân jucător în prima echipă după Al II-lea Război Mondial: Edwin van der Sar – 40 ani, 15 zile (împotriva lui FC Barcelona, UEFA Champions League, 28 mai 2011)[92]
- Cele mai multe prezențe consecutive în campionat: 206 – Steve Coppell, 15 ianuarie 1977 – 7 noiembrie 1981[93]
- Cea mai scurtă prezență: 11 secunde – Chris Smalling vs. Norwich City, Premier League, 26 februarie 2012[94]
- Cele mai multe meciuri jucate pentru club:

| Nr. | Nume               | Carieră                 | Meciuri | Goluri |
| --- | ------------------ | ----------------------- | ------- | ------ |
| 1   | Ryan Giggs         | 1991 - 2014             | 963     | 168    |
| 2   | Sir Bobby Charlton | 1956 - 1973             | 759     | 249    |
| 3   | Paul Scholes       | 1994 - 2011 2012 - 2013 | 718     | 155    |
| 4   | Bill Foulkes       | 1952 - 1970             | 688     | 9      |
| 5   | Gary Neville       | 1992 - 2011             | 602     | 7      |
| 6   | Wayne Rooney       | 2004 - 2017             | 559     | 253    |
| 7   | David de Gea       | 2011 - 2023             | 545     | 0      |
| 8   | Alex Stepney       | 1966 - 1978             | 539     | 2      |
| 9   | Tony Dunne         | 1960 - 1973             | 535     | 2      |
| 10  | Denis Irwin        | 1990 - 2002             | 529     | 33     |

### Golgheterii clubului
- Cele mai multe goluri înscrise într-un sezon în toate competițiile: 46 – Denis Law, 1963–1964[95]
- Cele mai multe goluri înscrise într-un sezon în campionat: 32 – Dennis Viollet, Division 1, 1959–1960[95]
- Cele mai multe goluri înscrise într-un sezon în campionat (38 de meciuri): 31 – Cristiano Ronaldo, Premier League, 2007–2008[96]
- Golgheterul clubului cu cele mai puține goluri înscrise într-un sezon în campionat: 6[97]
  - Bobby Charlton, 1972–1973
  - Sammy McIlroy, 1973–1974
- Cele mai multe goluri înscrise într-un meci: 6
  - Harold Halse vs. Swindon Town, 25 septembrie 1911[98]
  - George Best vs. Northampton Town, 7 februarie 1970[99]
- Goluri înscrise în meciuri consecutive din campionat: 10 meciuri consecutive – Ruud van Nistelrooy, 22 martie 2003 - 23 august 2003[100]
- Cel mai rapid gol: 15 secunde – Ryan Giggs vs. Southampton, Premier League, 18 noiembrie 1995[101]
- Cel mai rapid hat-trick: 4 minute – Ernie Goldthorpe vs. Notts County, Second Division, 10 februarie 1923[102]
- Cele mai rapide patru goluri: 13 minute – Ole Gunnar Solskjær vs. Nottingham Forest, Premier League, 6 februarie 1999[103]
- Cele mai multe hat-trick-uri: 18 – Denis Law (3 noiembrie 1962 – 17 aprilie 1971)[104]
- Golgheterii all-time:

|    | Nume           | Perioadă            | Campionat | Cupa Angliei | League Cup | Europa    | Altele   | Total     | Goluri pe meci |
| -- | -------------- | ------------------- | --------- | ------------ | ---------- | --------- | -------- | --------- | -------------- |
| 1  | Wayne Rooney   | 2004–2017           | 183 (393) | 022 0(40)    | 05 0(20)   | 039 0(98) | 04 0(8)  | 253 (559) | 0.45           |
| 2  | Bobby Charlton | 1956–1973           | 199 (606) | 019 0(78)    | 07 0(24)   | 022 0(45) | 02 0(5)  | 249 (758) | 0.33           |
| 3  | Denis Law      | 1962–1973           | 171 (309) | 034 0(46)    | 03 0(11)   | 028 0(33) | 01 0(5)  | 237 (404) | 0.59           |
| 4  | Jack Rowley    | 1937–1955           | 182 (380) | 026 0(42)    | 00 0(0)    | 00 0(0)   | 03 0(2)  | 211 (424) | 0.50           |
| 5  | Dennis Viollet | 1952–1962           | 159 (259) | 05 0(18)     | 01 0(2)    | 013 0(12) | 01 0(2)  | 179 (293) | 0.61           |
| 5  | George Best    | 1963–1974           | 137 (361) | 021 0(46)    | 09 0(25)   | 011 0(34) | 01 0(4)  | 179 (470) | 0.38           |
| 7  | Joe Spence     | 1919–1933           | 158 (481) | 010 0(29)    | 00 0(0)    | 00 0(0)   | 00 0(0)  | 168 (510) | 0.33           |
| 7  | Ryan Giggs     | 1991–2014           | 114 (672) | 012 0(74)    | 012 0(41)  | 029 (157) | 01 0(19) | 168 (963) | 0.17           |
| 9  | Mark Hughes    | 1983–1986 1988–1995 | 120 (345) | 017 0(46)    | 016 0(38)  | 09 0(33)  | 01 0(5)  | 163 (467) | 0.35           |
| 10 | Paul Scholes   | 1994–2011 2012–2013 | 107 (499) | 013 0(49)    | 09 0(21)   | 026 (134) | 00 0(15) | 155 (718) | 0.22           |

Numai în meciurile oficiale, aparițiile inclusiv din postul de rezervă sunt în paranteză.

### Fotbalistul european al anului (Balonul de Aur)
Următorii jucători au câștigat "Balonul de Aur" în timp ce evoluau pentru Manchester United
- Denis Law - 1964
- Bobby Charlton - 1966
- George Best - 1968
- Cristiano Ronaldo - 2008

### Gheata de Aur
Următorii jucători au câștigat "Gheata de Aur" în timp ce evoluau pentru Manchester United
- Cristiano Ronaldo - 2008[111]

### UEFA - Cel mai bun jucător de club
Următorii jucători au câștigat titlul de "UEFA - Cel mai bun jucător de club" în timp ce evoluau pentru Manchester United
- David Beckham - 1999
- Cristiano Ronaldo - 2008

### FIFA - Jucătorul anului
Următorii jucători au câștigat titlul "FIFA - Jucătorul anului" în timp ce evoluau pentru Manchester United
- Cristiano Ronaldo - 2008[112]

### Istoria antrenorilor
- Primul antrenor full-time: Jack Robson – Robson a fost antrenor la Manchester United 6 ani și zece luni, începând cu 28 decembrie 1914 până în octombrie 1921 când s-a retras din cauza pneumoniei.[113]
- Cel mai longeviv antrenor din punct de vedere al perioadei de timp: Matt Busby – 24 de ani și 338 de zile în două mandate din 1945 până în 1969 și din 1970 până în 1971[113]
- Cel mai longeviv antrenor din punct de vedere al numărului de meciuri: Alex Ferguson – 1.500 meciuri (din noiembrie 1986 până în 2013)[114]

| Data      | Nume                | Note                                           |
| --------- | ------------------- | ---------------------------------------------- |
| 1878-1892 | Necunoscut          |                                                |
| 1892-1900 | A. H. Albut         |                                                |
| 1900-1903 | James West          |                                                |
| 1903-1912 | J. Ernest Mangnall  |                                                |
| 1912-1914 | John Bentley        |                                                |
| 1914-1922 | Jack Robson         |                                                |
| 1922-1926 | John Chapman        | Primul antrenor din afara Angliei              |
| 1926-1927 | Lal Hilditch        |                                                |
| 1927-1931 | Herbert Bamlett     |                                                |
| 1931-1932 | Walter Crickmer     |                                                |
| 1932-1937 | Scott Duncan        |                                                |
| 1937-1945 | Walter Crickmer     |                                                |
| 1945-1969 | Sir Matt Busby      | Primul antrenor de după război.                |
| 1969-1970 | Wilf McGuinness     |                                                |
| 1970-1971 | Matt Busby          |                                                |
| 1971-1972 | Frank O'Farrell     | Primul antrenor din afara Regatului Unit.      |
| 1972-1977 | Tommy Docherty      |                                                |
| 1977-1981 | Dave Sexton         |                                                |
| 1981-1986 | Ron Atkinson        |                                                |
| 1986-2013 | Sir Alex Ferguson   | Antrenorul cu cele mai multe trofee câștigate. |
| 2013-2014 | David Moyes         |                                                |
| 2014      | Ryan Giggs          | Jucător-antrenor interimar                     |
| 2014-2016 | Louis van Gaal      |                                                |
| 2016–2018 | José Mourinho       |                                                |
| 2018–2021 | Ole Gunnar Solskjær | [ nb 1 ]                                       |
| 2021      | Michael Carrick     | Antrenor interimar                             |
| 2021–2022 | Ralf Rangnick       | Antrenor interimar                             |
| 2022–2024 | Erik ten Hag        |                                                |
| 2024      | Ruud van Nistelrooy | Antrenor interimar                             |
| 2024–     | Rúben Amorim        |                                                |

1. ↑  Solskjaer a fost inițial numit antrenor interimar; a fost confirmat antrenor principal la 28 martie 2019.

## Recordurile echipei
- Cele mai multe goluri într-un meci: 6 George Best vs. Northampton Town, 7 februarie 1970
- Cel mai rapid gol: 15 secunde Ryan Giggs vs. Southampton, Premier League, 18 noiembrie 1995

### Victorii
- Cea mai mare victorie: 10–0 vs. Anderlecht, preliminariile Cupei Campionilor Europeni, runda a doua, 26 septembrie 1956[117]
- Cea mai mare victorie în campionat: 10–1 vs. Wolverhampton Wanderers, First Division, 15 octombrie 1892[117]
- Cea mai mare victorie în Premier League: 9–0 vs. Ipswich Town, 4 martie 1995[117]
- Cea mai mare victorie în Cupa Angliei: 8–0 vs. Yeovil Town, 12 februarie 1949[117]
- Cea mai mare victorie în cupele europene: 10–0 vs. Anderlecht, preliminariile Cupei Campionilor Europeni, runda a doua, 26 septembrie 1956[117]
- Cea mai mare victorie acasă: 10–0 vs. Anderlecht, preliminariile Cupei Campionilor Europeni, runda a doua, 26 septembrie 1956[117]
- Cea mai mare victorie în deplasare: 8–1 vs. Nottingham Forest, 6 februarie 1999[117]
- Cea mai mare victorie în Liga Campionilor: 7-1 vs. AS Roma, 10 aprilie 2007

### Goluri
- Cele mai multe goluri înscrise într-un sezon de campionat: 103 – 1956–57, 1958–59[118]
- Cele mai multe goluri înscrise într-un sezon de Premier League: 97 – 1999–2000[118]
- Cele mai puține goluri înscrise într-un sezon: 36 – 1893–94[119]
- Cele mai multe goluri primite într-un sezon de campionat: 115 – 1930–31[120]
- Cele mai puține goluri primite într-un sezon de campionat: 22 – 2007–08[121]

### Puncte
- Cele mai multe puncte într-un sezon:

Două puncte pentru victorie: 64 în 42 de meciuri, First Division, 1956-1957
Trei puncte pentru victorie:
92 în 42 de meciuri, Premier League, 1993–1994
91 în 38 de meciuri, Premier League, 1999–2000
- Cele mai puține puncte într-un sezon:

Două puncte pentru victorie:
22  în 42 de meciuri, First Division,1930–1931
14 în 30 de meciuri, First Division, 1893–1894
Trei puncte pentru victorie:48 în 38 de meciuri, First Division, 1989–1990

### Victorii/egaluri/înfrângeri într-un sezon
- Cele mai multe victorii într-un sezon: 28 – 1905–06, 1956–57, 1999–2000, 2006–07, 2008–09[120]
- Cele mai multe egaluri într-un sezon: 18 – 1980–81[120]
- Cele mai multe înfrângeri într-un sezon: 27 – 1930–31[120]
- Cele mai puține victorii într-un sezon: 6 – 1892–93, 1893–94[119]
- Cele mai puține egaluri într-un sezon: 2 – 1893–94[119]
- Cele mai puține înfrângeri într-un sezon: 3 – 1998–99, 1999–2000[120]

### Spectatori
- Cel mai mare număr de spectatori acasă: 82,771 vs. Bradford Park Avenue A.F.C. pe Maine Road,[E] Cupa Angliei, 29 ianuarie 1949[122]
- Cel mai mare număr de spectatori pe Old Trafford: 76,098 vs. Blackburn Rovers, 31 martie 2007[118][F]
- Cel mai mare număr de spectatori în deplasare: 135,000 vs. Real Madrid, Cupa Campionilor Europeni, 11 aprilie 1957[118]
- Cel mai mic număr de spectatori după război: 8,456 vs. Stoke City pe Maine Road,[E] Prima Ligă (First Division), 5 februarie 1947[123]
- Cele mai mari încasări din bilete: 576,494 vs. Southampton, Cupa Angliei, 11 martie 1996[124]

### Cele mai scumpe transferuri din istoria lui Manchester United
|    | Jucător        | De la                   | Cost         | Data            |
| -- | -------------- | ----------------------- | ------------ | --------------- |
| 1  | Paul Pogba     | Juventus                | 105,00 mln € | August 2016     |
| 2  | Antony         | Ajax                    | 95,00 mln €  | Septembrie 2022 |
| 3  | Harry Maguire  | Leicester City          | 87,00 mln €  | August 2019     |
| 4  | Jadon Sancho   | Borussia Dortmund       | 85,00 mln €  | Iulie 2021      |
| 5  | Romelu Lukaku  | Everton                 | 84,70 mln €  | Iulie 2017      |
| 6  | Rasmus Højlund | Atalanta                | 77,80 mln €  | August 2023     |
| 7  | Benjamin Šeško | RB Leipzig              | 76,50 mln €  | August 2025     |
| 8  | Bryan Mbeumo   | Brentford               | 75,00 mln €  | Iulie 2025      |
| 9  | Ángel Di María | Real Madrid             | 75,00 mln €  | August 2014     |
| 10 | Matheus Cunha  | Wolverhampton Wanderers | 74,20 mln €  | Iunie 2025      |

## Palmares
Primul trofeu câștigat de Manchester United a fost Manchester Cup, care a fost câștigată de Newton Heat în 1886. În 1908 clubul a câștigat primul campionat, iar în anul următor a câștigat pentru prima dată Cupa FA. Anii '90 au fost cea mai de succes perioadă din istoria clubului: cinci titluri de campioni, patru Cupe ale Angliei, o cupă a Ligii Angliei, cinci Supercupe ale Angliei (Charity Shields)- una împărțitǎ cu Liverpool, o Liga Campionilor, o Cupa Cupelor, o Supercupa Europei și o Cupa Intercontinentală.
Clubul deține recordul celor mai multe Cupe ale Angliei câștigate, 13, și recordul pentru cele mai multe apariții în finala acestei competiții, de 21 ori (la egalitate cu Arsenal). Manchester United și Liverpool au câștigat fiecare numărul record de 20 de titluri de campioană, dar Manchester United deține recordul pentru cele mai multe titluri Premier League - 13, și a fost primul club din Anglia care a câștigat Cupa Campionilor Europeni în 1968.
Cel mai recent trofeu câștigat este Cupa Angliei (FA Cup) în iunie 2024 împotriva lui Manchester City.

### Titluri și trofee
| Competiții naționale | Competiții internaționale |
| - Premier League (20) : - Campioni : 1908, 1911, 1952, 1956, 1957, 1965, 1967, 1993, 1994, 1996, 1997, 1999, 2000, 2001, 2003, 2007, 2008, 2009, 2011, 2013 - Cupa Angliei (13) : - Câștigători : 1909, 1948, 1963, 1977, 1983, 1985, 1990, 1994, 1996, 1999, 2004, 2016, 2024 - Cupa Ligii (6) : - Câștigători : 1992, 2006, 2009, 2010, 2017, 2023 - Supercupa Angliei (18) : - Câștigători : 1908, 1911, 1952, 1956, 1957, 1965, 1967, 1977, 1983, 1990, 1993, 1994, 1996, 1997, 2003, 2007, 2008, 2010, 2011, 2013 - EFL Championship (2) : - Campioni : 1936, 1975 | - Liga Campionilor : - Câștigători (3) - 1968, 1999, 2008 - - Finalistă (2) - 2009, 2011 - Europa League : - Câștigători (1) - 2017 - Finalistă (2) - 2021, 2025 - Supercupa Europei : - Câștigători (1) - 1991 - Finalistă (3) 1999, 2008, 2017 - Campionatul Mondial al Cluburilor : - Câștigători (1) - 2008 - Cupa Cupelor : - Câștigători(1) 1991 - Cupa Intercontinentală : - Câștigători(1) 1999 |